# 阮春胜
阮春胜（發音：[ŋwiən˦ˀ˥ swən˧˧ tʰaŋ˧˦]；1957年2月18日—），乂安省清漳县人，越南政治人物。现任第十三届越共中央政治局委員、胡志明国家政治学院院长、中央理论委员会主席。
2017年10月，他与越南共產黨中央內政部部長潘廷鐲被增补为越共中央书记处书记。2021年1月31日，在越南共產黨第十三次全國代表大會上，阮春胜当选为越共中央政治局委員。